# Volum d'una n-esfera
En geometria, una bola és una regió en l'espai que comprèn tots els punts dins d'una distància fixa des d'un punt donat; és a dir, és la regió tancada per una esfera o una n-esfera. Una n-bola és una bola en un espai euclidià n-dimensional. El volum d'una n-bola és una constant important que es dona en fórmules al llarg de la matemàtica; generalitza la noció del volum tancat per una esfera en un espai tridimensional.

## Fórmules

### El volum
El volum n-dimensional d'una bola euclidiana de radi R en l'espai euclidià n-dimensional és:
{\displaystyle V_{n}(R)={\frac {\pi ^{\frac {n}{2}}}{\Gamma \left({\frac {n}{2}}+1\right)}}R^{n},}
on Γ és la funció gamma de Leonhard Euler (que es pot considerar com una extensió de la funció factorial a arguments no integrats). L'ús de fórmules explícites per a valors particulars de la funció gamma en els enters i mig enters proporciona fórmules per al volum d'una bola euclidiana que no requereixen una avaluació de la funció gamma. Aquests són:
{\displaystyle {\begin{aligned}V_{2k}(R)&={\frac {\pi ^{k}}{k!}}R^{2k},\\V_{2k+1}(R)&={\frac {2^{k+1}\pi ^{k}}{(2k+1)!!}}R^{2k+1}={\frac {2(k!)(4\pi )^{k}}{(2k+1)!}}R^{2k+1}.\end{aligned}}}
A la fórmula per a volums de dimensions imparells, el doble factorial (2k + 1)!! es defineix per a enters imparells 2k + 1 com (2k + 1)!! = 1 · 3 · 5 · … · (2k − 1) · (2k + 1).
En lloc d'expressar el volum V de la bola pel que fa al seu radi R, la fórmula es pot invertir per expressar el radi en funció del volum:
{\displaystyle R_{n}(V)={\frac {\Gamma \left({\frac {n}{2}}+1\right)^{\frac {1}{n}}}{\sqrt {\pi }}}V^{\frac {1}{n}}.}
Aquesta fórmula també es pot separar en casos imparells i imparells utilitzant factorials i doble factorials en comptes de la funció gamma:
{\displaystyle {\begin{aligned}R_{2k}(V)&={\frac {(k!V)^{\frac {1}{2k}}}{\sqrt {\pi }}},\\R_{2k+1}(V)&=\left({\frac {(2k+1)!!V}{2^{k+1}\pi ^{k}}}\right)^{\frac {1}{2k+1}}.\end{aligned}}}

### Recursions
El volum satisfà diverses fórmules recursives. Aquestes fórmules poden ser provades directament o demostrades com a conseqüències de la fórmula de volum general anterior. El més senzill d'establir és una fórmula per al volum d'una n-bola pel que fa al volum d'una (n-2)-bola del mateix radi:
{\displaystyle V_{n}(R)={\frac {2\pi R^{2}}{n}}V_{n-2}(R).}
També hi ha una fórmula per al volum d'una n-bola pel que fa al volum d'una (n-1)-bola del mateix radi:
{\displaystyle V_{n}(R)=R{\sqrt {\pi }}{\frac {\Gamma \left({\frac {n+1}{2}}\right)}{\Gamma \left({\frac {n}{2}}+1\right)}}V_{n-1}(R).}
L'ús de fórmules explícites per a la funció gamma torna a demostrar que la fórmula de recursió de 1-dimensió també es pot escriure com:
{\displaystyle {\begin{aligned}V_{2k}(R)&=R\pi {\frac {(2k-1)!!}{2^{k}k!}}V_{2k-1}(R)=R\pi {\frac {(2k-1)(2k-3)\cdots 5\cdot 3\cdot 1}{(2k)(2k-2)\cdots 6\cdot 4\cdot 2}}V_{2k-1}(R),\\[10px]V_{2k+1}(R)&=2R{\frac {2^{k}k!}{(2k+1)!!}}V_{2k}(R)=2R{\frac {(2k)(2k-2)\cdots 6\cdot 4\cdot 2}{(2k-1)(2k-3)\cdots 5\cdot 3\cdot 1}}V_{2k}(R).\end{aligned}}}
El radi d'una n-bola del volum V pot expressar-se recursivament en termes del radi d'una (n-1)-bola o d'una (n-2)-bola. Aquestes fórmules es poden derivar de la fórmula explícita de Rn(V) anterior.
{\displaystyle {\begin{aligned}R_{n}(V)&={\frac {\Gamma ({\frac {n}{2}}+1)^{1/n}}{\Gamma ({\frac {n-1}{2}}+1)^{1/(n-1)}}}V^{-1/(n(n-1))}R_{n-1}(V),\\R_{n}(V)&=\left({\frac {n}{2}}\right)^{1/n}\left(V\cdot \Gamma \left({\frac {n}{2}}\right)\right)^{-2/(n(n-2))}R_{n-2}(V).\end{aligned}}}
L'ús de fórmules explícites per a la funció gamma mostra que la fórmula de recursió de 1-dimensió equival a
{\displaystyle {\begin{aligned}R_{2k}(V)&={\frac {(2^{k}k!)^{1/(2k)}}{(2k-1)!!^{1/(2k-1)}}}\left({\frac {2}{\pi }}\right)^{1/(4k-2)}V^{-1/(2k(2k-1))}R_{2k-1}(V)\\&={\frac {{\big (}(2k)(2k-2)\cdots 6\cdot 4\cdot 2{\big )}^{1/(2k)}}{{\big (}(2k-1)(2k-3)\cdots 5\cdot 3\cdot 1{\big )}^{1/(2k-1)}}}\left({\frac {2}{\pi }}\right)^{1/(4k-2)}V^{-1/(2k(2k-1))}R_{2k-1}(V),\\R_{2k+1}(V)&={\frac {(2k+1)!!^{1/(2k+1)}}{(2^{k}k!)^{1/(2k)}}}\left({\frac {\pi }{2}}\right)^{1/(4k+2)}V^{-1/((2k+1)2k)}R_{2k}(V)\\&={\frac {{\big (}(2k+1)(2k-1)\cdots 5\cdot 3\cdot 1{\big )}^{1/(2k+1)}}{{\big (}(2k)(2k-2)\cdots 6\cdot 4\cdot 2{\big )}^{1/(2k)}}}\left({\frac {\pi }{2}}\right)^{1/(4k+2)}V^{-1/((2k+1)2k)}R_{2k}(V),\\\end{aligned}}}
i que la fórmula de recursió de 2-dimensió equival a
{\displaystyle {\begin{aligned}R_{2k}(V)&=k^{1/(2k)}(V\cdot (k-1)!)^{-1/(2(k-1)k)}R_{2k-2}(V)\\&=k^{1/(2k)}(V\cdot (k-1)\cdot (k-2)\cdots 3\cdot 2\cdot 1)^{-1/(2(k-1)k)}R_{2k-2}(V),\\R_{2k+1}(V)&=(2k+1)^{1/(2k+1)}\left(V\cdot (2k-1)!!{\sqrt {\frac {\pi }{2}}}\right)^{-2/(4k^{2}-1)}R_{2k-1}(V)\\&=(2k+1)^{1/(2k+1)}\left(V\cdot (2k-1)(2k-3)\cdots 5\cdot 3\cdot 1{\sqrt {\frac {\pi }{2}}}\right)^{-2/(4k^{2}-1)}R_{2k-1}(V).\end{aligned}}}

### Dimensions petites
En dimensions petites, aquestes fórmules de volum i de radi es simplifiquen a les següents, on es pot veure que el volum màxim de la n-esfera unitat és el de la 5-dimensió.
| Dimensió | Volum d'una bola de radi R                                                     | Radi d'una bola de volum V                                                                                        |
| -------- | ------------------------------------------------------------------------------ | --- |
| 0        | {\displaystyle 1}                                                              | (totes les 0-boles tenen volum 1)                                                                                 |
| 1        | {\displaystyle 2R}                                                             | {\displaystyle {\frac {V}{2}}=0.5\times V}                                                                        |
| 2        | {\displaystyle \pi R^{2}\approx 3.142\times R^{2}}                             | {\displaystyle {\frac {V^{\frac {1}{2}}}{\sqrt {\pi }}}\approx 0.564\times V^{\frac {1}{2}}}                      |
| 3        | {\displaystyle {\frac {4\pi }{3}}R^{3}\approx 4.189\times R^{3}}               | {\displaystyle \left({\frac {3V}{4\pi }}\right)^{\frac {1}{3}}\approx 0.620\times V^{\frac {1}{3}}}               |
| 4        | {\displaystyle {\frac {\pi ^{2}}{2}}R^{4}\approx 4.935\times R^{4}}            | {\displaystyle {\frac {(2V)^{\frac {1}{4}}}{\sqrt {\pi }}}\approx 0.671\times V^{\frac {1}{4}}}                   |
| 5        | {\displaystyle {\frac {8\pi ^{2}}{15}}R^{5}\approx 5.264\times R^{5}}          | {\displaystyle \left({\frac {15V}{8\pi ^{2}}}\right)^{\frac {1}{5}}\approx 0.717\times V^{\frac {1}{5}}}          |
| 6        | {\displaystyle {\frac {\pi ^{3}}{6}}R^{6}\approx 5.168\times R^{6}}            | {\displaystyle {\frac {(6V)^{\frac {1}{6}}}{\sqrt {\pi }}}\approx 0.761\times V^{\frac {1}{6}}}                   |
| 7        | {\displaystyle {\frac {16\pi ^{3}}{105}}R^{7}\approx 4.725\times R^{7}}        | {\displaystyle \left({\frac {105V}{16\pi ^{3}}}\right)^{\frac {1}{7}}\approx 0.801\times V^{\frac {1}{7}}}        |
| 8        | {\displaystyle {\frac {\pi ^{4}}{24}}R^{8}\approx 4.059\times R^{8}}           | {\displaystyle {\frac {(24V)^{\frac {1}{8}}}{\sqrt {\pi }}}\approx 0.839\times V^{\frac {1}{8}}}                  |
| 9        | {\displaystyle {\frac {32\pi ^{4}}{945}}R^{9}\approx 3.299\times R^{9}}        | {\displaystyle \left({\frac {945V}{32\pi ^{4}}}\right)^{\frac {1}{9}}\approx 0.876\times V^{\frac {1}{9}}}        |
| 10       | {\displaystyle {\frac {\pi ^{5}}{120}}R^{10}\approx 2.550\times R^{10}}        | {\displaystyle {\frac {(120V)^{\frac {1}{10}}}{\sqrt {\pi }}}\approx 0.911\times V^{\frac {1}{10}}}               |
| 11       | {\displaystyle {\frac {64\pi ^{5}}{10395}}R^{11}\approx 1.884\times R^{11}}    | {\displaystyle \left({\frac {10395V}{64\pi ^{5}}}\right)^{\frac {1}{11}}\approx 0.944\times V^{\frac {1}{11}}}    |
| 12       | {\displaystyle {\frac {\pi ^{6}}{720}}R^{12}\approx 1.335\times R^{12}}        | {\displaystyle {\frac {(720V)^{\frac {1}{12}}}{\sqrt {\pi }}}\approx 0.976\times V^{\frac {1}{12}}}               |
| 13       | {\displaystyle {\frac {128\pi ^{6}}{135135}}R^{13}\approx 0.911\times R^{13}}  | {\displaystyle \left({\frac {135135V}{128\pi ^{6}}}\right)^{\frac {1}{13}}\approx 1.007\times V^{\frac {1}{13}}}  |
| 14       | {\displaystyle {\frac {\pi ^{7}}{5040}}R^{14}\approx 0.599\times R^{14}}       | {\displaystyle {\frac {(5040V)^{\frac {1}{14}}}{\sqrt {\pi }}}\approx 1.037\times V^{\frac {1}{14}}}              |
| 15       | {\displaystyle {\frac {256\pi ^{7}}{2027025}}R^{15}\approx 0.381\times R^{15}} | {\displaystyle \left({\frac {2027025V}{256\pi ^{7}}}\right)^{\frac {1}{15}}\approx 1.066\times V^{\frac {1}{15}}} |
| n        | Vn(R)                                                                          | Rn(V) |

### Dimensions grans
Suposem que R és fix. Llavors el volum d'una n-bola de radi R s'aproxima zero quan n tendeix a l'infinit. Això es pot mostrar utilitzant la fórmula de recursió de 2-dimensió. A cada pas, el nou factor que es multiplica en el volum és proporcional a 1 / n, on la constant de proporcionalitat 2πR² és independent de n. Finalment, n és tan gran que el nou factor és inferior a 1. A partir d'aquest moment, el volum d'una n-bola ha de disminuir, com a mínim, geomètricament i, per tant, tendeix a zero. Una variant d'aquesta prova utilitza la fórmula de recursió de 1-dimensió. Aquí, el nou factor és proporcional a un quocient de funcions gamma. La desigualtat de Gautschi limita aquest quocient anterior per n-1/2. L'argument conclou com abans, demostrant que els volums disminueixen almenys geomètricament.
Es pot obtenir una descripció més precisa del comportament del volum de dimensions grans mitjançant l'aproximació de Stirling. Això implica la fórmula asimptòtica:
{\displaystyle V_{n}(R)\sim {\frac {1}{\sqrt {n\pi }}}\left({\frac {2\pi e}{n}}\right)^{\frac {n}{2}}R^{n}.}
L'error en aquesta aproximació és un factor de 1 + O(n−1). L'aproximació de Stirling és, de fet, una subestimació de la funció gamma, de manera que la fórmula anterior és un límit superior. Això proporciona una altra prova que el volum de la bola disminueix exponencialment: quan n és prou gran, el factor {\displaystyle R{\sqrt {2\pi e/n}}} és menor que 1, i després s'aplica el mateix argument anterior.
Si al contrari, V és fixat mentre que n és gran, de nou mitjançant per l'aproximació de Stirling, el radi d'una n-bola del volum V és aproximadament
{\displaystyle R_{n}(V)\sim (\pi n)^{\frac {1}{2n}}{\sqrt {\frac {n}{2\pi e}}}V^{\frac {1}{n}}.}
Aquesta expressió és un límit inferior per Rn(V), i l'error torna a ser un factor de 1 + O(n−1). A mesura que augmenta n, Rn(V) creix com {\displaystyle O{\sqrt {n}}}.

### Relació amb la superfície
Fem que An(R) denoti la superfície de la n-esfera del radi R. La n-esfera és el límit de la (n + 1)-bola de radi R. La (n + 1)-bola és una unió d'esferes concèntriques i, per tant, la superfície i el volum es relacionen amb:
{\displaystyle A_{n}(R)={\frac {d}{dR}}V_{n+1}(R).}
Atès que el volum és proporcional a una potència del radi, la relació anterior dona lloc a una equació de recurrència simple que relaciona la superfície d'una n-bola i el volum d'una (n + 1)-bola. Aplicant la fórmula de recursió de 2-dimensió, també dona una equació de recurrència relativa a la superfície d'una n-bola i el volum d'una (n-1)-bola:
{\displaystyle {\begin{aligned}V_{0}(R)&=1,\\A_{0}(R)&=2,\\V_{n+1}(R)&={\frac {R}{n+1}}A_{n}(R),\\A_{n+1}(R)&=(2\pi R)V_{n}(R).\end{aligned}}}

## Comprovacions
Hi ha moltes comprovacions de les fórmules anteriors.

### El volum és proporcional a la n-èsima potència del radi
Un pas important en diverses comprovacions sobre els volums de n-boles, i un fet generalment útil a més, és que el volum de la n-bola del radi R és proporcional a Rn:
{\displaystyle V_{n}(R)\propto R^{n}.}
La constant de proporcionalitat és el volum de la bola unitat.
Aquest és un cas especial de fet general sobre volums en l'espai n-dimensional: si K és un cos (un conjunt mesurable) en aquest espai i RK és el cos obtingut estirant-se en totes direccions pel factor R, llavors el volum de RK és igual Rn vegades el volum de K. Aquesta és una conseqüència directa de la fórmula de canvi de variables:
{\displaystyle V(RK)=\int _{RK}dx=\int _{K}R^{n}\,dy=R^{n}V(K)}
on s'ha fet dx = dx1…dxn i la substitició x = Ry.
Una altra prova de la relació anterior, que evita la integració multidimensional, utilitza la inducció: el cas base és n = 0, on la proporcionalitat és òbvia. Per al cas inductiu, assumeix que la proporcionalitat és certa en la dimensió n - 1. Tingueu en compte que la intersecció d'una n-bola amb un hiperplà és una (n-1)-bola. Quan el volum de la n-bola s'escriu com una integral de volums de (n-1)-boles:
{\displaystyle V_{n}(R)=\int _{-R}^{R}V_{n-1}\left({\sqrt {R^{2}-x^{2}}}\right)\,dx,}
és possible que l'assumpció inductiva elimini un factor de R a partir del radi de la (n-1)-bola per obtenir:
{\displaystyle V_{n}(R)=R^{n-1}\int _{-R}^{R}V_{n-1}\left({\sqrt {1-\left({\frac {x}{R}}\right)^{2}}}\right)\,dx.}
Realitzant el canvi de variables t = xR condueix a:
{\displaystyle V_{n}(R)=R^{n}\int _{-1}^{1}V_{n-1}\left({\sqrt {1-t^{2}}}\right)\,dt=R^{n}V_{n}(1),}
que demostra la relació de proporcionalitat en la n-dimensió. Per inducció, la relació de proporcionalitat és certa en totes les dimensions.

### La fórmula de recursió en 2-dimensió
Una comprovació de la fórmula de recursió relacionada amb el volum d'una n-bola i una (n-2)-bola es pot donar utilitzant la fórmula de proporcionalitat anterior i la integració en coordenades cilíndriques. Fixeu un pla al centre de la bola. Sigui r la distància entre un punt en el pla i el centre de l'esfera, i fer que θ denoti l'azimut. Intersectant la n-bola amb el pla (n-2)-dimensional definit per la fixació d'un radi i un azimut dona una (n-2)-bola de radi {\displaystyle {\sqrt {R^{2}-r^{2}}}}. Per tant, el volum de la bola es pot escriure com una integral iterada dels volums de les (n-2)-boles sobre els possibles ràdis i azimuts:
{\displaystyle V_{n}(R)=\int _{0}^{2\pi }\int _{0}^{R}V_{n-2}\left({\sqrt {R^{2}-r^{2}}}\right)\,r\,dr\,d\theta ,}
La coordenada azimutal es pot integrar immediatament. L'aplicació de la relació de proporcionalitat mostra que el volum és igual a:
{\displaystyle V_{n}(R)=2\pi V_{n-2}(R)\int _{0}^{R}\left(1-\left({\frac {r}{R}}\right)^{2}\right)^{\frac {n-2}{2}}\,r\,dr.}
La integral es pot avaluar fent la substitució u = 1 − (rR)2
, aconseguint:
{\displaystyle {\begin{aligned}V_{n}(R)&=2\pi V_{n-2}(R)\cdot \left[-{\frac {R^{2}}{n}}\left(1-\left({\frac {r}{R}}\right)^{2}\right)^{\frac {n}{2}}\right]_{r=0}^{r=R}\\&={\frac {2\pi R^{2}}{n}}V_{n-2}(R),\end{aligned}}}
que és la fórmula de recursió de dues dimensions.
La mateixa tècnica es pot utilitzar per donar una comprovació inductiva de la fórmula del volum. Els casos bàsics de la inducció són la 0-bola i la 1-bola, que es poden consultar directament utilitzant els factors Γ(1) = 1 i Γ(32) = 12 · Γ(12) = {\displaystyle {\sqrt {\pi }}/2}. El pas inductiu és similar a l'anterior, però en lloc d'aplicar la proporcionalitat als volums de les (n-2)-boles, s'aplica la suposició inductiva.

### La fórmula de recursió en 1-dimensió
La relació de proporcionalitat també es pot utilitzar per comprovar la fórmula de recursió relacionada amb els volums d'una n-bola i una (n-1)-bola. Com en la demostració de la fórmula de proporcionalitat, el volum d'una n-bola es pot escriure com una integral sobre els volums de (n-1)-boles. En lloc de fer una substitució, però, la relació de proporcionalitat es pot aplicar als volums de les (n-1)-boles de la integració:
{\displaystyle V_{n}(R)=V_{n-1}(R)\int _{-R}^{R}\left(1-\left({\frac {x}{R}}\right)^{2}\right)^{\frac {n-1}{2}}\,dx.}
La integració és una funció parella, de manera que per simetria, l'interval d'integració es pot restringir a [0, R]. A l'interval [0, R], és possible aplicar la substitució u = (xR)2
u. Això transforma l'expressió en:
{\displaystyle V_{n-1}(R)\cdot R\cdot \int _{0}^{1}(1-u)^{\frac {n-1}{2}}u^{-{\frac {1}{2}}}\,du}
La integral és un valor d'una funció especial coneguda anomenada funció beta Β (x), i el volum en termes de la funció beta és:
{\displaystyle V_{n}(R)=V_{n-1}(R)\cdot R\cdot \mathrm {B} \left({\tfrac {n+1}{2}},{\tfrac {1}{2}}\right).}
La funció beta es pot expressar en termes de la funció gamma de la mateixa manera que els factorials estan relacionats amb els coeficients binomials. L'aplicació d'aquesta relació dona:
{\displaystyle V_{n}(R)=V_{n-1}(R)\cdot R\cdot {\frac {\Gamma \left({\frac {n+1}{2}}\right)\Gamma \left({\frac {1}{2}}\right)}{\Gamma \left({\frac {n}{2}}+1\right)}}.}
Utilitzant el valor Γ(12) = {\displaystyle {\sqrt {\pi }}} dona la fórmula de recursió de 1-dimensió:
{\displaystyle V_{n}(R)=R{\sqrt {\pi }}{\frac {\Gamma \left({\frac {n+1}{2}}\right)}{\Gamma \left({\frac {n}{2}}+1\right)}}V_{n-1}(R).}
Igual que amb la fórmula recursiva de 2-dimensió, es pot utilitzar la mateixa tècnica per donar una prova inductiva de la fórmula del volum.

### Integració directa en coordenades esfèriques
El volum es pot calcular mitjançant la integració de l'element de volum en coordenades esfèriques. El sistema de coordenades esfèriques té una coordenada radial r i coordenades angulars φ1, ..., φn - 1, on el domini de cada φ, excepte φn - 1 és [0, π), i el domini de φn - 1 és [0, 2π). L'element del volum esfèric és:
{\displaystyle dV=r^{n-1}\sin ^{n-2}(\varphi _{1})\sin ^{n-3}(\varphi _{2})\cdots \sin(\varphi _{n-2})\,dr\,d\varphi _{1}\,d\varphi _{2}\cdots d\varphi _{n-1},}
i el volum és la integral d'aquesta quantitat sobre r entre 0 i R i tots els angles possibles:
{\displaystyle V_{n}(R)=\int _{0}^{R}\int _{0}^{\pi }\cdots \int _{0}^{2\pi }r^{n-1}\sin ^{n-2}(\varphi _{1})\cdots \sin(\varphi _{n-2})\,d\varphi _{n-1}\cdots d\varphi _{1}\,dr.}
Cadascun dels factors de la integració depèn només d'una única variable i, per tant, la integral iterativa es pot escriure com a producte d'integrals:
{\displaystyle V_{n}(R)=\left(\int _{0}^{R}r^{n-1}\,dr\right)\left(\int _{0}^{\pi }\sin ^{n-2}(\varphi _{1})\,d\varphi _{1}\right)\cdots \left(\int _{0}^{2\pi }d\varphi _{n-1}\right).}
La integral sobre el radi és Rnn. Els intervals d'integració sobre les coordenades angulars es poden canviar per simetria [0, π2]:
{\displaystyle V_{n}(R)={\frac {R^{n}}{n}}\left(2\int _{0}^{\frac {\pi }{2}}\sin ^{n-2}(\varphi _{1})\,d\varphi _{1}\right)\cdots \left(4\int _{0}^{\frac {\pi }{2}}d\varphi _{n-1}\right).}
Cada una de les integrals restants és ara un valor particular de la funció beta:
{\displaystyle V_{n}(R)={\frac {R^{n}}{n}}\textstyle \mathrm {B} \left({\frac {n-1}{2}},{\frac {1}{2}}\right)\mathrm {B} \left({\frac {n-2}{2}},{\frac {1}{2}}\right)\cdots \mathrm {B} \left(1,{\frac {1}{2}}\right)\cdot 2\mathrm {B} \left({\frac {1}{2}},{\frac {1}{2}}\right).}
Les funcions beta es poden reescriure en termes de funcions gamma:
{\displaystyle V_{n}(R)={\frac {R^{n}}{n}}{\frac {\Gamma \left({\frac {n-1}{2}}\right)\Gamma \left({\frac {1}{2}}\right)}{\Gamma \left({\frac {n}{2}}\right)}}{\frac {\Gamma \left({\frac {n-2}{2}}\right)\Gamma \left({\frac {1}{2}}\right)}{\Gamma \left({\frac {n-1}{2}}\right)}}\cdots {\frac {\Gamma \left(1\right)\Gamma \left({\frac {1}{2}}\right)}{\Gamma \left({\frac {3}{2}}\right)}}\cdot 2{\frac {\Gamma \left({\frac {1}{2}}\right)\Gamma \left({\frac {1}{2}}\right)}{\Gamma \left(1\right)}}.}
Això és una sèrie telescòpia. Combinant això amb els valors Γ(12) = {\displaystyle {\sqrt {\pi }}} i Γ(1) = 1 i l'equació funcional zΓ(z) = Γ(z + 1) ens dona:
{\displaystyle V_{n}(R)={\frac {2\pi ^{\frac {n}{2}}R^{n}}{n\Gamma \left({\frac {n}{2}}\right)}}={\frac {\pi ^{\frac {n}{2}}R^{n}}{\Gamma \left({\frac {n}{2}}+1\right)}}.}

### Integrals gaussianes
La fórmula del volum es pot provar directament mitjançant integrals gaussianes. Considerem la funció:
{\displaystyle f(x_{1},\ldots ,x_{n})=\exp \left(-{\tfrac {1}{2}}\sum _{i=1}^{n}x_{i}^{2}\right).}
Aquesta funció és invariablement rotacional i un producte de funcions d'una variable cadascuna. Utilitzant el fet que es tracta d'un producte, la fórmula per a la integral gaussiana dona:
{\displaystyle \int _{\mathbf {R} ^{n}}f\,dV=\prod _{i=1}^{n}\left(\int _{-\infty }^{\infty }\exp \left(-{\tfrac {1}{2}}x_{i}^{2}\right)\,dx_{i}\right)=(2\pi )^{\frac {n}{2}},}
on dV és l'element de volum n-dimensional. Mitjançant la invariància rotacional, la mateixa integral es pot calcular en coordenades esfèriques:
{\displaystyle \int _{\mathbf {R} ^{n}}f\,dV=\int _{0}^{\infty }\int _{S^{n-1}(r)}\exp \left(-{\tfrac {1}{2}}r^{2}\right)\,dA\,dr,}
on Sn − 1(r) és una (n-1)-esfera de radi r i dA és l'element de la zona (equivalent, l'element volumètric (n-1)-dimensional). La superfície de l'esfera satisfà una equació de proporcionalitat similar a la del volum d'una bola: Si An − 1(r) és la superfície d'una (n-1)-esfera de radi r, llavors:
{\displaystyle A_{n-1}(r)=r^{n-1}A_{n-1}(1).}
Aplicar això a la integral anterior dona l'expressió:
{\displaystyle A_{n-1}(1)\int _{0}^{\infty }\exp \left(-{\tfrac {1}{2}}r^{2}\right)\,r^{n-1}\,dr.}
Substituint t = r²2, l'expressió es transforma en:
{\displaystyle A_{n-1}(1)2^{\frac {n-2}{2}}\int _{0}^{\infty }e^{-t}t^{\frac {n-2}{2}}\,dt.}
Aquesta és la funció gamma avaluada a n2.
La combinació de les dues integracions mostra això:
{\displaystyle A_{n-1}(1)={\frac {2\pi ^{\frac {n}{2}}}{\Gamma \left({\frac {n}{2}}\right)}}.}
Per derivar el volum d'una n-bola de radi R d'aquesta fórmula, s'ha d'integrar la superfície d'una esfera de radi r per 0 ≤ r ≤ R i aplicar l'equació funcional zΓ (z) = Γ (z + 1):
{\displaystyle V_{n}(R)=\int _{0}^{R}{\frac {2\pi ^{\frac {n}{2}}}{\Gamma \left({\frac {n}{2}}\right)}}\,r^{n-1}\,dr={\frac {2\pi ^{\frac {n}{2}}}{n\Gamma \left({\frac {n}{2}}\right)}}R^{n}={\frac {\pi ^{\frac {n}{2}}}{\Gamma \left({\frac {n}{2}}+1\right)}}R^{n}.}

## Esferes en normes Lp
També hi ha expressions explícites per als volums de boles en normes Lp. La norma Lp del vector x = (x1, …, xn) en Rn és:
{\displaystyle \left(\sum _{i=1}^{n}|x_{i}|^{p}\right)^{\frac {1}{p}},}
i una Lp bola és el conjunt de tots els vectors, on la norma Lp és menor o igual que un nombre fix anomenat el radi de bola. El cas p = 2 és la funció de distància euclidiana estàndard, però altres valors de p ocorren en diversos contexts com la teoria de la informació, la teoria dels codis i la regularització dimensional.
El volum d'una Lp bola de radi R és:
{\displaystyle V_{n}^{p}(R)={\frac {\left(2\Gamma \left({\frac {1}{p}}+1\right)R\right)^{n}}{\Gamma \left({\frac {n}{p}}+1\right)}}.}
Aquests volums satisfan una relació de recurrència semblant a la recurrència de 1-dimensió per p = 2:
{\displaystyle V_{n}^{p}(R)=\left(2\Gamma \left({\tfrac {1}{p}}+1\right)R\right){\frac {\Gamma \left({\frac {n-1}{p}}+1\right)}{\Gamma \left({\frac {n}{p}}+1\right)}}V_{n-1}^{p}(R).}
Per p = 2, es recupera la recurrència del volum d'una bola euclidiana perquè 2Γ(32) = {\displaystyle {\sqrt {\pi }}}.
Per exemple, en els casos p = 1 i p = ∞, els volums són:
{\displaystyle {\begin{aligned}V_{n}^{1}(R)&={\frac {2^{n}}{n!}}R^{n},\\V_{n}^{\infty }(R)&=(2R)^{n}.\end{aligned}}}
Aquests coincideixen amb els càlculs elementals dels volums de polítops creuats i hipercubs.
Per a la majoria dels valors de p, la superfície d'una Lp esfera (el límit d'una Lp bola) no es pot calcular diferenciant el volum d'una Lp bola respecte del seu radi. Tot i que el volum es pot expressar com una integral sobre les superfícies utilitzant la fórmula de coàrea, la fórmula de coàrea conté un factor de correcció que explica com la p-norma varia de punt a punt. Per p = 2 i p = ∞, aquest factor és 1. No obstant això, si p = 1, fent que el factor de correcció sigui {\displaystyle {\sqrt {n}}}, l'àrea de superfície d'una L¹- (n-1)-esfera de radi R és {\displaystyle {\sqrt {n}}} vegades la derivada en R del volum d'una L¹-n-bola. Per a la majoria dels valors de p, la constant és una integral complexa.
La fórmula del volum es pot generalitzar encara més. Per a nombres reals positius p1, …, pn, defineix la (p1, …, pn)-bola unitat:
{\displaystyle B_{p_{1},\ldots ,p_{n}}=\left\{x=(x_{1},\ldots ,x_{n})\in \mathbf {R} ^{n}:\vert x_{1}\vert ^{p_{1}}+\cdots +\vert x_{n}\vert ^{p_{n}}\leq 1\right\}.}
El volum d'aquesta bola s'ha conegut des de l'època de Dirichlet:
{\displaystyle V(B_{p_{1},\ldots ,p_{n}})=2^{n}{\frac {\Gamma \left(1+{\frac {1}{p_{1}}}\right)\cdots \Gamma \left(1+{\frac {1}{p_{n}}}\right)}{\Gamma \left(1+{\frac {1}{p_{1}}}+\cdots +{\frac {1}{p_{n}}}\right)}}.}